# Hoplia ertli
Hoplia ertli är en skalbaggsart som beskrevs av Moser 1919. Hoplia ertli ingår i släktet Hoplia och familjen Melolonthidae. Inga underarter finns listade i Catalogue of Life.